# José Álvarez del Villar
José Álvarez del Villar (* 30. Mai 1908 in Zamora, Michoacán; † 1989) war ein mexikanischer Ichthyologe.

## Leben
Álvarez del Villar war der Sohn von José Álvarez y Álvarez de Cadena und Guadalupe del Villar. Seine akademische Ausbildung begann an der University of California, wo er seinen Bachelor-Abschluss in den Agrarwissenschaften machte. Anschließend kehrte er nach Mexiko-Stadt zurück, um Chemie, Parasitologie und ab 1938 Biologie an der Escuela Nacional de Ciencias Biológicas des Instituto Politécnico Nacional (IPN) zu studieren. Sein Hauptinteresse galt dem Studium der Fischdiversität und der kommerziellen Fischzucht. Er ging zurück in die Vereinigten Staaten, wo er sich am Alabama Polytechnic Institute in der Fischzucht spezialisierte und 1945 an der University of Michigan zum Master of Science graduierte. Seine Promotion zum Doktor erfolgte 1948 am IPN.
Seine Forschung konzentrierte sich hauptsächlich auf die Untersuchung der Zusammensetzung und Verbreitung von Fischen in verschiedenen mexikanischen Binnengewässern. Er studierte auch fossile Fische. 1948 erschien sein erstes Buch Catálogo de los Peces de las Aguas continentales mexicanas, das auf seiner Dissertation basiert. Er schrieb etwa achtzig wissenschaftliche Arbeiten in nationalen und ausländischen Zeitschriften sowie die Lehrbücher Anatomía comparada básica (1979) und Los cordados (1967, mit Neuauflagen in den Jahren 1973 und 1976). Einer seiner engsten Mitarbeiter war Salvador Contreras-Balderas, ein Experte für die Ichthyofauna Nordmexikos.
1951 gehörte José Álvarez del Villar zu den Gründungsmitgliedern der Sociedad Mexicana de Hidrobiología. Er hatte auch mehrere Positionen in der Verwaltung inne, darunter Berater im Marineministerium, Berater des Museo de Historia Natural de la Ciudad de México und Leiter der Kommission zur Förderung der ländlichen Fischzucht.
Álvarez del Villar erstbeschrieb etwa 35 neue Taxa, dazu zählen der Pantherkärpfling (Chapalichthys pardalis), Algansea barbara, Chapalichthys peraticus, Chirostoma melanoccus, Chirostoma reseratum, Allotoca regalis. Hyporhamphus mexicanus, Poecilia sulphuraria, Priapella compressa, Priapella intermedia, Cyprinodon beltrani, Poblana letholepis, Poblana squamata, Gambusia echeagarayi, Meeks Hochlandkärpfling (Allotoca meeki), Atherinella schultzi, Cynodonichthys hendrichsi, Tampichthys ipni und Xiphophorus clemenciae.
Neben der Ichthyologie befasste sich Álvarez del Villar mit der Charrería (dem mexikanischen Rodeo). Hierzu veröffentlichte er die Bücher Historia de la charrería (1941), Hombres y caballos de México: historia y práctica de la "charrería" (1947), Origenes del charro mexicano (1950), Raíces de la tauromaquia charra (1973) und La charrería mexicana: su historia y práctica (1987).
Sein Sohn José Ticul Álvarez Solórzano (1935–2001) war ein bekannter Mammaloge.

## Dedikationsnamen
Carl Leavitt Hubbs und Victor G. Springer beschrieben 1957 den Alvarezkärpfling (Gambusia alvarezi). Donn E. Rosen beschrieb 1960 die Unterart Xiphophorus helleri alvarezi des Schwertträgers. Robert Rush Miller benannte im Jahr 1976 den El-Potosi-Wüstenkärpfling (Cyprinodon alvarezi) nach Álvarez del Villar. Salvador Contreras-Balderas und María de Lourdes Lozano Vilano benannten im Jahr 1994 die Kärpflingsart Cyprinella alvarezdelvillari zu Ehren von José Álvarez del Villar.